# Triptyque des Monts et Châteaux 2006
Il Triptyque des Monts et Châteaux 2006, undicesima edizione della corsa, valevole come prova del circuito UCI Europe Tour 2006 categoria 2.2, si svolse in 2 tappe e 2 semitappe dal 31 marzo al 2 aprile 2006 per un percorso di 452,7 km, con partenza da Flobecq ed arrivo a Frasnes-lez-Buissenal. Fu vinto dall'olandese Lars Boom della squadra Rabobank Continental, che si impose in 11h 15' 19" alla media di 40,221 km/h.
Al traguardo di Frasnes-lez-Buissenal furono 67 i ciclisti che completarono la competizione.

## Tappe
| Tappa  | Data      | Percorso                                   | km    | Vincitore di tappa | Leader cl. generale |
| ------ | --------- | ------------------------------------------ | ----- | ------------------ | ------------------- |
| 1ª     | 31 marzo  | Flobecq > Basècles                         | 168,8 | Huub Duyn          | Huub Duyn           |
| 2ª-1ª  | 1º aprile | Vieux-Leuze (Cron. individuale)            | 8,4   | Lars Boom          | Lars Boom           |
| 2ª-2ª  | 1º aprile | Tournai > Mont de l'Enclus                 | 121,9 | Dmitrij Kozončuk   | Lars Boom           |
| 3ª     | 2 aprile  | Castello di Belœil > Frasnes-lez-Buissenal | 153,6 | Dmitrij Kozončuk   | Lars Boom           |
| Totale | Totale    | Totale                                     | 452,7 |                    |                     |

## Squadre partecipanti
| N.      | Cod. | Squadra                         |
| ------- | ---- | ------------------------------- |
| 1-7     |      | Beveren 2000                    |
| 11-17   | PZC  | Profel-Ziegler Continental Team |
| 21-27   | DES  | Team Designa Køkken             |
| 31-37   | UBD  | Unibet-Davo                     |
| 41-47   | CAP  | Cycling Team Capec              |
| 51-57   |      | Team Storez                     |
| 61-67   | BLV  | Bodysol-Win For Life-Jong Vl.   |
| 71-77   | PCW  | Pôle Continental Wallon         |
| 81-87   | USA  | Stati Uniti                     |
| 91-97   | RB3  | Rabobank Continental Team       |
| 101-107 | DEU  | Germania                        |

| N.      | Cod. | Squadra                        |
| ------- | ---- | ------------------------------ |
| 111-117 |      | Team Wallonie                  |
| 121-127 | RBR  | Rietumu Bank-Riga              |
| 131-137 | BEL  | Belgio                         |
| 141-147 | AUT  | Austria                        |
| 151-157 |      | Royal Vélo-Sport Péruwelz-Bury |
| 161-167 | SUI  | Svizzera                       |
| 171-175 | TDL  | Team Dukla Liberec             |
| 181-187 | FRA  | Francia                        |
| 191-196 | ABM  | Yawadoo-Colba-Abm              |
| 201-206 |      | Velo Club Roubaix              |

## Dettagli delle tappe

### 1ª tappa
- 31 marzo: Flobecq > Basècles – 168,8 km

Risultati
| Pos. | Corridore      | Squadra       | Tempo    |
| ---- | -------------- | ------------- | -------- |
| 1    | Huub Duyn      | Rabobank Con. | 4h10'24" |
| 2    | Lars Boom      | Rabobank Con. | s.t.     |
| 3    | Maarten Neyens | Bodysol       | a 2"     |

| Pos. | Corridore      | Squadra       | Tempo    |
| ---- | -------------- | ------------- | -------- |
| 1    | Huub Duyn      | Rabobank Con. | 4h10'14" |
| 2    | Lars Boom      | Rabobank Con. | a 4"     |
| 3    | Maarten Neyens | Bodysol       | a 8"     |

### 2ª tappa - 1ª semitappa
- 1º aprile: Vieux-Leuze – Cronometro individuale – 8,4 km

Risultati
| Pos. | Corridore       | Squadra       | Tempo  |
| ---- | --------------- | ------------- | ------ |
| 1    | Lars Boom       | Rabobank Con. | 10'02" |
| 2    | Dominique Cornu | Belgio        | a 14"  |
| 3    | Rick Flens      | Rabobank Con. | a 23"  |

| Pos. | Corridore       | Squadra       | Tempo    |
| ---- | --------------- | ------------- | -------- |
| 1    | Lars Boom       | Rabobank Con. | 4h20'16" |
| 2    | Dominique Cornu | Belgio        | a 22"    |
| 3    | Huub Duyn       | Rabobank Con. | a 26"    |

### 2ª tappa - 2ª semitappa
- 1º aprile: Tournai > Mont de l'Enclus – 121,9 km

Risultati
| Pos. | Corridore        | Squadra       | Tempo    |
| ---- | ---------------- | ------------- | -------- |
| 1    | Dmitrij Kozončuk | Rabobank Con. | 2h52'35" |
| 2    | Huub Duyn        | Rabobank Con. | a 9"     |
| 3    | Maarten Neyens   | Bodysol       | a 11"    |

| Pos. | Corridore       | Squadra       | Tempo    |
| ---- | --------------- | ------------- | -------- |
| 1    | Lars Boom       | Rabobank Con. | 7h13'09" |
| 2    | Huub Duyn       | Rabobank Con. | a 15"    |
| 3    | Dominique Cornu | Belgio        | a 38"    |

### 3ª tappa
- 2 aprile: Castello di Belœil > Frasnes-lez-Buissenal – 153,6 km

Risultati
| Pos. | Corridore          | Squadra         | Tempo    |
| ---- | ------------------ | --------------- | -------- |
| 1    | Dmitrij Kozončuk   | Rabobank Con.   | 4h02'16" |
| 2    | Lars Boom          | Rabobank Con.   | s.t.     |
| 3    | Sébastien Delfosse | Pôle Continent. | a 34"    |

| Pos. | Corridore        | Squadra       | Tempo     |
| ---- | ---------------- | ------------- | --------- |
| 1    | Lars Boom        | Rabobank Con. | 11h15'19" |
| 2    | Dmitrij Kozončuk | Rabobank Con. | a 49"     |
| 3    | Huub Duyn        | Rabobank Con. | a 2'01"   |

## Classifiche finali

### Classifica generale
| Pos. | Corridore          | Squadra         | Tempo     |
| ---- | ------------------ | --------------- | --------- |
| 1    | Lars Boom          | Rabobank Con.   | 11h15'19" |
| 2    | Dmitrij Kozončuk   | Rabobank Con.   | a 49"     |
| 3    | Huub Duyn          | Rabobank Con.   | a 2'01"   |
| 4    | Dominique Cornu    | Belgio          | a 2'24"   |
| 5    | Maarten Neyens     | Bodysol         | a 2'31"   |
| 6    | Rick Flens         | Rabobank Con.   | a 2'56"   |
| 7    | Sébastien Delfosse | Pôle Continent. | a 2'58"   |
| 8    | Greg Van Avermaet  | Bodysol         | a 2'59"   |
| 9    | Oļegs Meļehs       | Rietumu Bank    | a 3'02"   |
| 10   | Dries Devenyns     | Beveren 2000    | a 3'20"   |